# Zwart uitbreekkommetje
Het zwart uitbreekkommetje (Pyrenopeziza pulveracea) is een schimmel behorend tot de familie Dermateaceae. Het komt voor in rietlanden en oevervegetatie op stengels van oa. Cirsium, Epilobium, Eupatorium en Filipendula ulmaria.

## Kenmerken
De asci hebben croziers en zijn 25-55 µm lang. De ascosporen meten 6-11,5 × 2-2,5 µm.

## Verspreiding
Het zwart uitbreekkommetje komt in Nederland zeldzaam voor.